# 숙명신한첩
숙명신한첩(淑明宸翰帖)은 효종(孝宗, 1619~1659), 현종(顯宗, 1641~1674), 인조계비 장렬왕후(莊烈王后, 1624~1688), 효종비 인선왕후(仁宣王后, 1618~1674)가 효종의 셋째딸 숙명공주(淑明公主)에게 보낸 한글어찰을 모은 첩이다. 충청북도 청주시 상당구, 국립청주박물관에 있다. 

## 개요
『숙명신한첩(淑明宸翰帖)』은 효종(孝宗, 1619~1659), 현종(顯宗, 1641~1674), 인조계비 장렬왕후(莊烈王后, 1624~1688), 효종비 인선왕후(仁宣王后, 1618~1674)가 효종의 셋째딸 숙명공주(淑明公主)에게 보낸 한글어찰을 모은 첩이다. 숙명공주는 청평위(淸平尉) 심익현(沈益顯, 1641~1683)과 혼인하였다. 수록된 어찰은 효종 7통, 현종 2통, 장렬왕후 2통, 인선왕후 54통 등 모두 65통이다. 현재 제1면은 따로 떼어져 액장(額裝)되어 있으며, 제2면은 분실되었으나 사진은 남아 있어 원래 66통이었음을 알 수 있다.
이 어찰첩은 계명대학교 동산도서관의 «신한첩(宸翰帖, 보물 제1946호)», 오죽헌시립박물관의 “명안공주관련유물”(明安公主關聯遺物, 보물 제1220호)로서 현종, 명성왕후(明聖王后, 1642~1683), 숙종의 한글어찰을 수록한 «어필첩(御筆帖)»등과 함께 조선왕실의 한글어찰을 살필 수 있는 귀한 자료이다. 또한 한글서체 변천과정에서 고체(古體)에서 궁체(宮體)로 가는 과도기라고 할 수 있는 17세기 대표적인 필적이 다수 수록되어 있어 관련분야 연구 자료의 기준이 되는 것으로 평가된다. 또한 이 첩은 표지가 개장되었지만 첩 크기나 수록 어찰에서 계명대 소장품 《신한첩 곤》과 짝을 이루었던 것으로 파악되고 있다.

## 문화재 지정 변경
2010년 1월 4일에 보물 제1629-1호 '신한첩 -신한첩 건'으로 지정되었으나, 2017년 10월 31일 서첩의 전래상황과 수록 자료의 내용 등을 종합적으로 고려, 서첩의 성격과 내용에 맞게 보물 제1945호 '숙명신한첩'으로 명칭과 번호를 변경되었다가, 2017년 12월 8일 문화재지정번호를 1947호로 정정하였다.

## 같이 보기
- 신한첩 곤 - 보물 제1946호

## 참고 자료
- 숙명신한첩 - 국가유산청 국가유산포털